# Rackwitz
Rackwitz is een gemeente en plaats in de Duitse deelstaat Saksen, en maakt deel uit van de Landkreis Nordsachsen. De gemeente ligt slechts ongeveer 5 kilometer ten noorden van de buitenwijken van de grote stad Leipzig.
Rackwitz telde op de peildatum van de meest recente statistiek 5.317 inwoners.

## Indeling van de gemeente
De gemeente bestaat uit de volgende zeven Ortsteile (tussen haakjes: aantal inwoners volgens de gemeentelijke bevolkingsadministratie):
- Biesen (543), 1 km ten ZO van Zschortau
- Brodenaundorf (35)
- Kreuma (170)
- Lemsel (317), 1 km ten ZW van Zschortau
- Podelwitz (567), in het uiterste zuiden van de gemeente[5]
- Rackwitz-dorp (2.375) incl. Güntheritz
- Zschortau (1.563), 4 à 5 km ten N van Rackwitz.

Gemeentetotaal: 5.570 personen. Peildatum: 30 september 2023.
Tot Rackwitz behoren ook de terreinen, die deel uitmaakten van de, ten behoeve van de bruinkoolwinning in de groeve Tagebau Delitzsch-Südwest in de periode 1981-1992 verwijderde, dorpen Schladitz met Kömmlitz, Kattersnaundorf en Werbelin.

## Geografie, verkeer, vervoer

Lijnennetkaart S-Bahn Mitteldeutschland
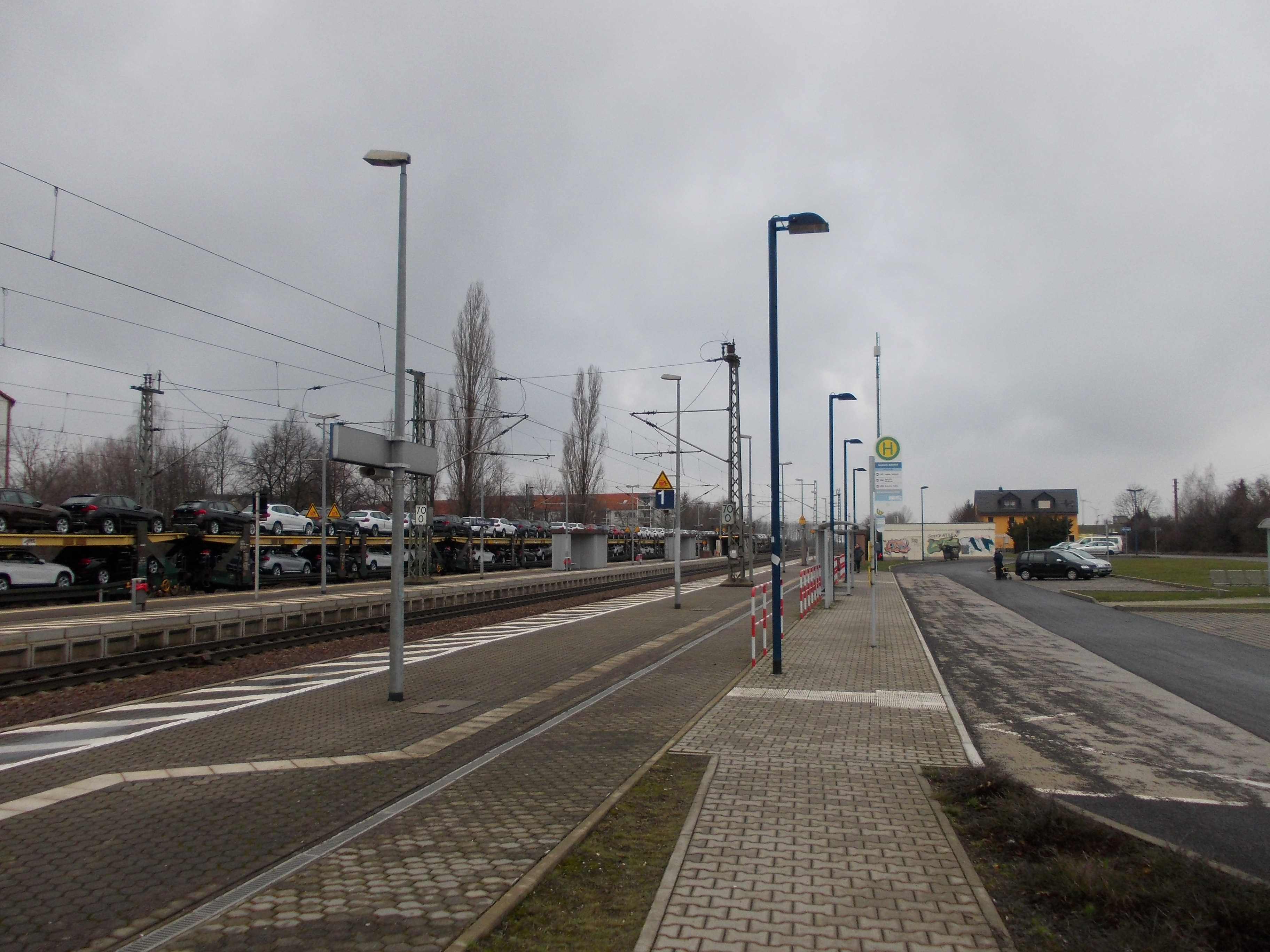
Station Rackwitz
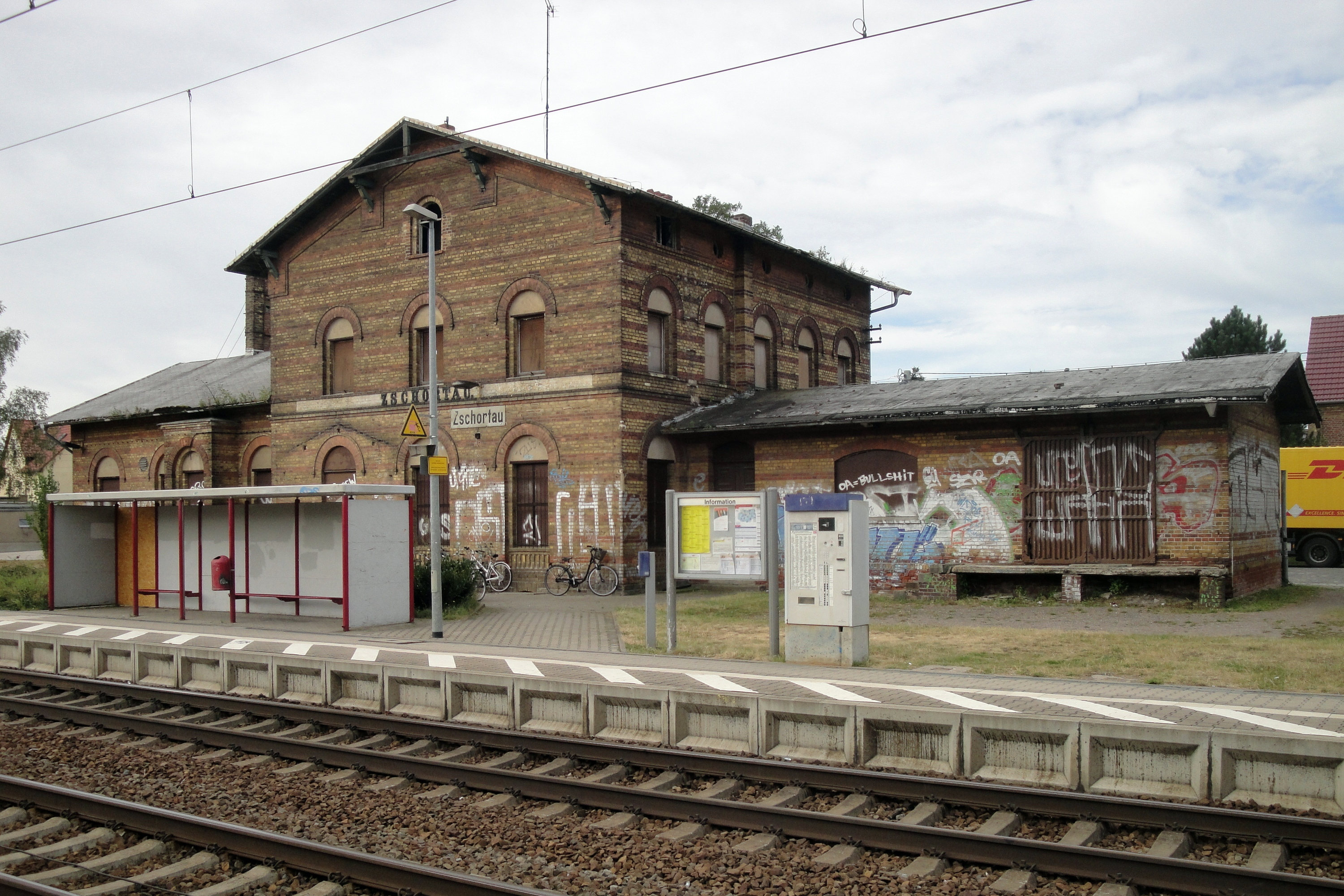
Voormalig stationsgebouw (ca. 1870), Zschortau

Rackwitz ligt aan de Bundesstraße 184, die ten zuiden van Podelwitz op de Bundesstraße 2  uitkomt. Slechts 2 km ten zuiden van Podelwitz kruist deze B2 op afrit 23 (Kreuz Leipzig-Mitte) de Autobahn A 14.
Zschortau en Rackwitz hebben stationnetjes aan een sinds 1857 bestaande spoorlijn van Dessau - Bitterfeld - Delitzsch unterer Bahnhof , zuidwaarts naar de stations Leipzig Messe en Leipzig Hbf. Dit is lijn S2 van de S-Bahn Mitteldeutschland. Zie de lijnennetkaart, rechtsboven, lichtblauw.

### Naburige gemeenten
- In het zuiden: Leipzig
- In het noorden: Delitzsch
- In het noordoosten: Schönwölkau
- In het oosten: Krostitz
- In het westen: Schkeuditz en Wiedemar.

## Economie
Aan de noordoostkant van Rackwitz ligt een groot industrieterrein. Hier zijn o.a. een groot transportbedrijf gevestigd, dat auto's vervoert, en een al sinds de DDR-periode bestaande aluminiumgieterij. Verder is daar lokaal midden- en kleinbedrijf aanwezig.

## Geschiedenis
Rackwitz ontstond in de middeleeuwen uit een Slavische, mogelijk Sorbische nederzetting, die Rakovica heette. Dat betekent: plaats, waar veel kreeften voorkomen. Wellicht kwamen deze dieren voor in de beken en riviertjes in de regio. Mede om deze reden is in het gemeentewapen een kreeft afgebeeld.
Begin 15e eeuw werd Rackwitz geteisterd door een pestepidemie en een hongersnood. Ook in de Dertigjarige Oorlog (1618-1648) had het dorp veel ellende te verduren.
Op 1 juni 1871 gebeurde te Rackwitz een ernstig treinongeluk. Een passagierstrein kwam in botsing met een locomotief. Er vielen 19 doden en 56 gewonden.
Op 5 mei 1902 gebeurde op de spoorlijn München-Berlijn te Zschortau een ernstig treinongeluk. Een nachttrein München-Berlijn ontspoorde door een asbreuk in een van de wagons, en wel de tender. Er vielen twee doden, drie zwaar- en vier lichtgewonden. 
Van 1949 tot 1990 lag het gebied in de DDR. In de DDR-periode vond bruinkoolwinning in de dagbouwgroeve Tagebau Delitzsch-Südwest plaats. In de periode 1981-1992 verwijderde men de dorpen Schladitz met Kömmlitz, Kattersnaundorf en Werbelin, om de bruinkool uit de grond onder die dorpen te kunnen wegbaggeren. De inwoners van die plaatsjes werden elders opnieuw gehuisvest; sommigen van hen gingen zelf in de bruinkoolmijn werken. In 1990 vond de Duitse hereniging plaats. De nieuwe regering staakte, om economische en milieuredenen, de bruinkoolwinning. De groeve werd onder water gezet en maakte plaats voor de Werbeliner See, ten westen van Zschortau en Lemsel. Ook ten westen van Rackwitz lag een bruinkoolgroeve, die onder water is gezet. Hier bevindt zich tegenwoordig de 218 hectare grote Schladitzer See. Langs beide meren lopen een aantal wandel- en fietspaden, o.a. richting de stad Leipzig.
Het dorp Podelwitz was tot 1999 een aparte gemeente in de regio Leipzig. In dat jaar werd die gemeente gesplitst.  Het dorp kwam aan Rackwitz, en het aangrenzende industrieterrein aan de stad Leipzig.

## Afbeeldingen

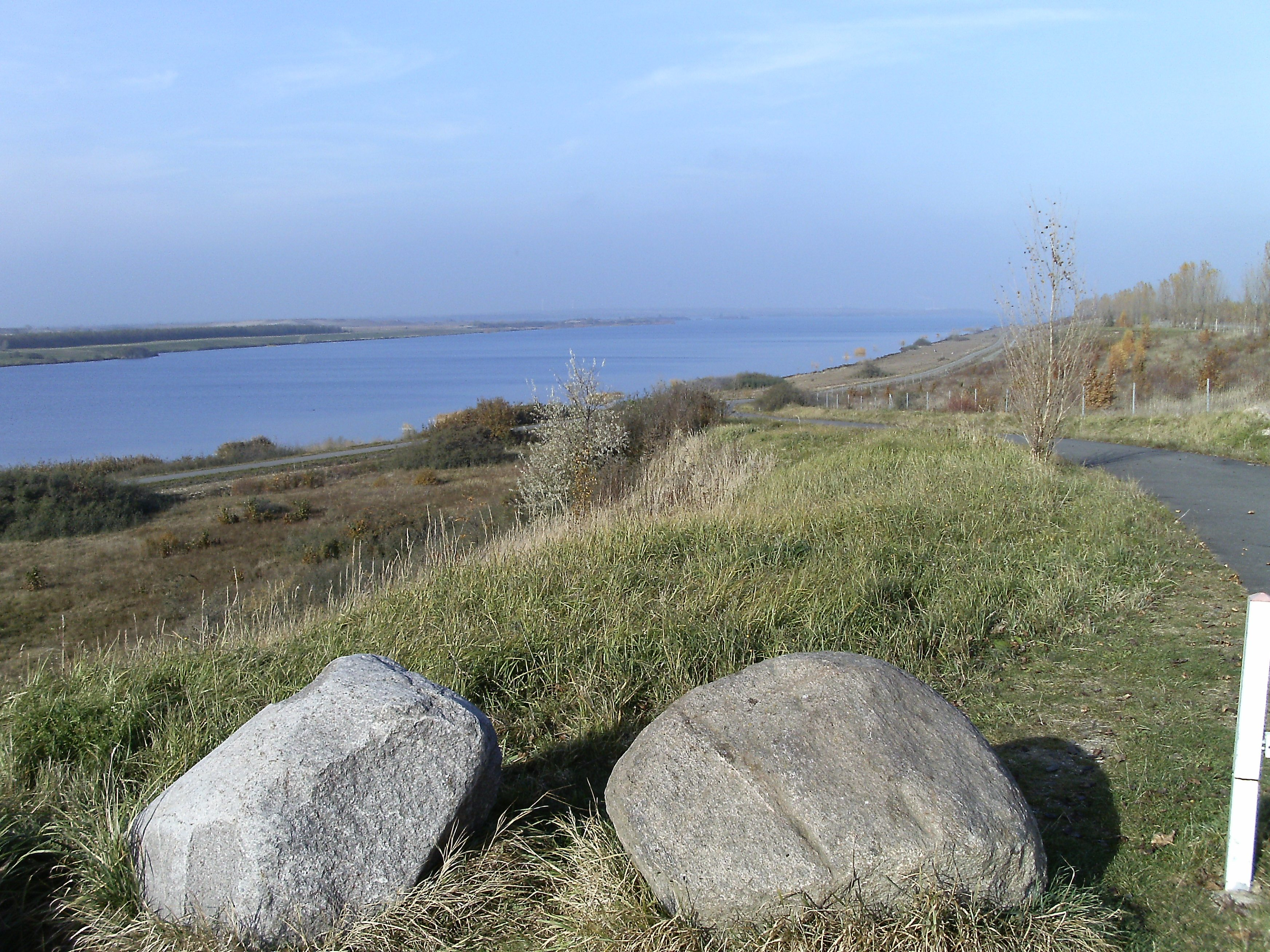
De Werbeliner See (450 ha, vogelreservaat)
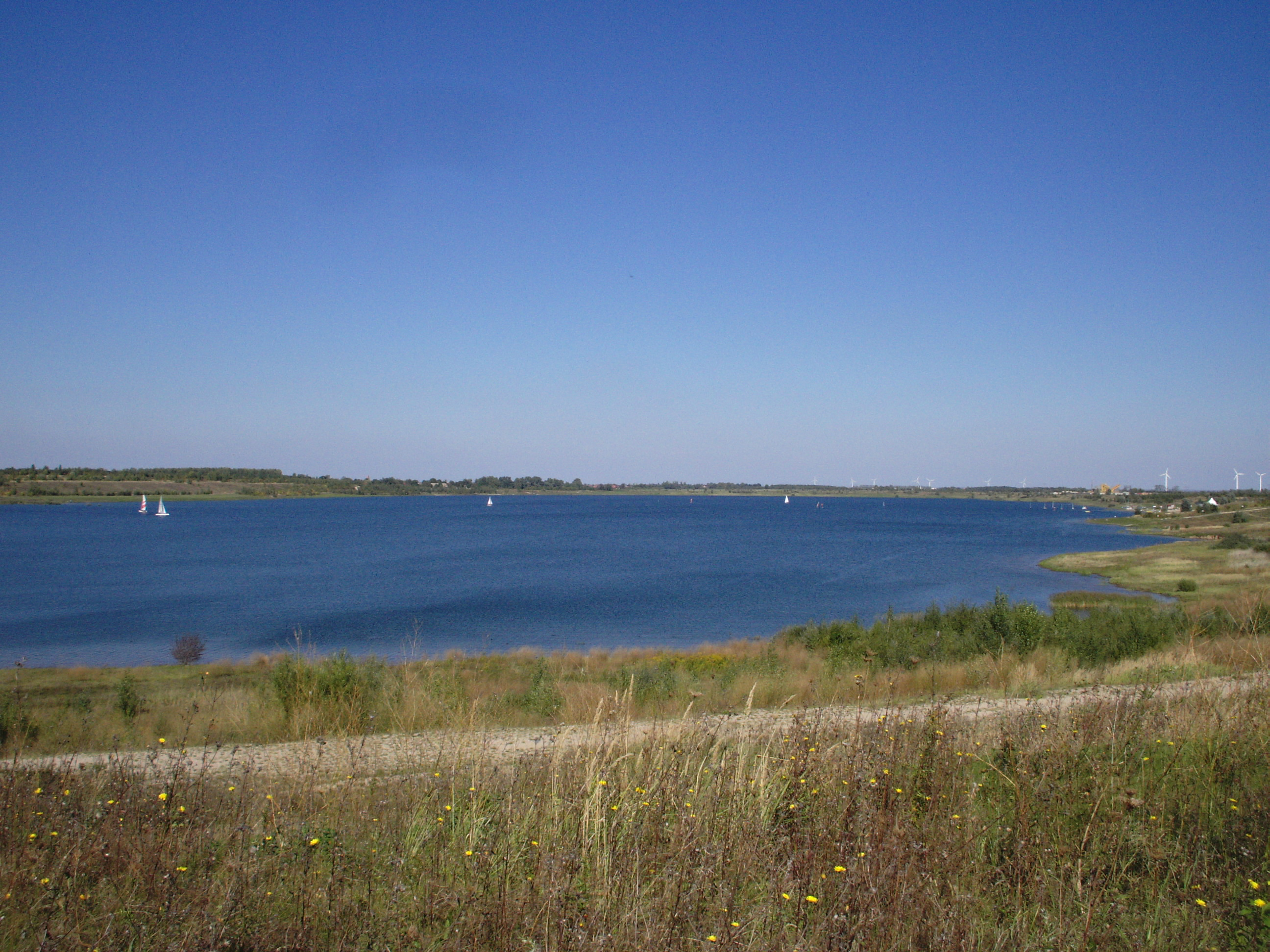
Schladitzer See (218 ha, recreatieplas)
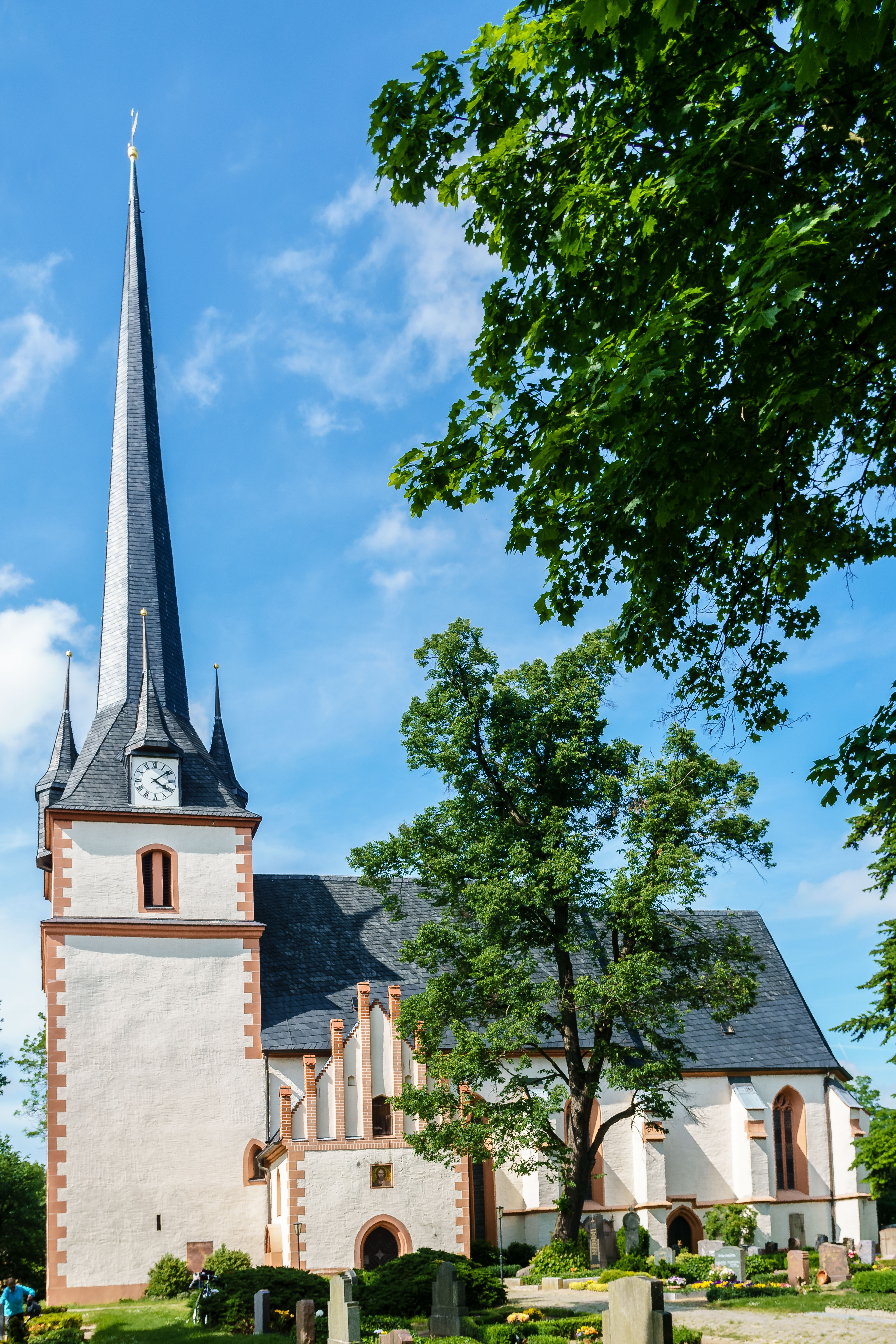
Dorpskerk te Podelwitz
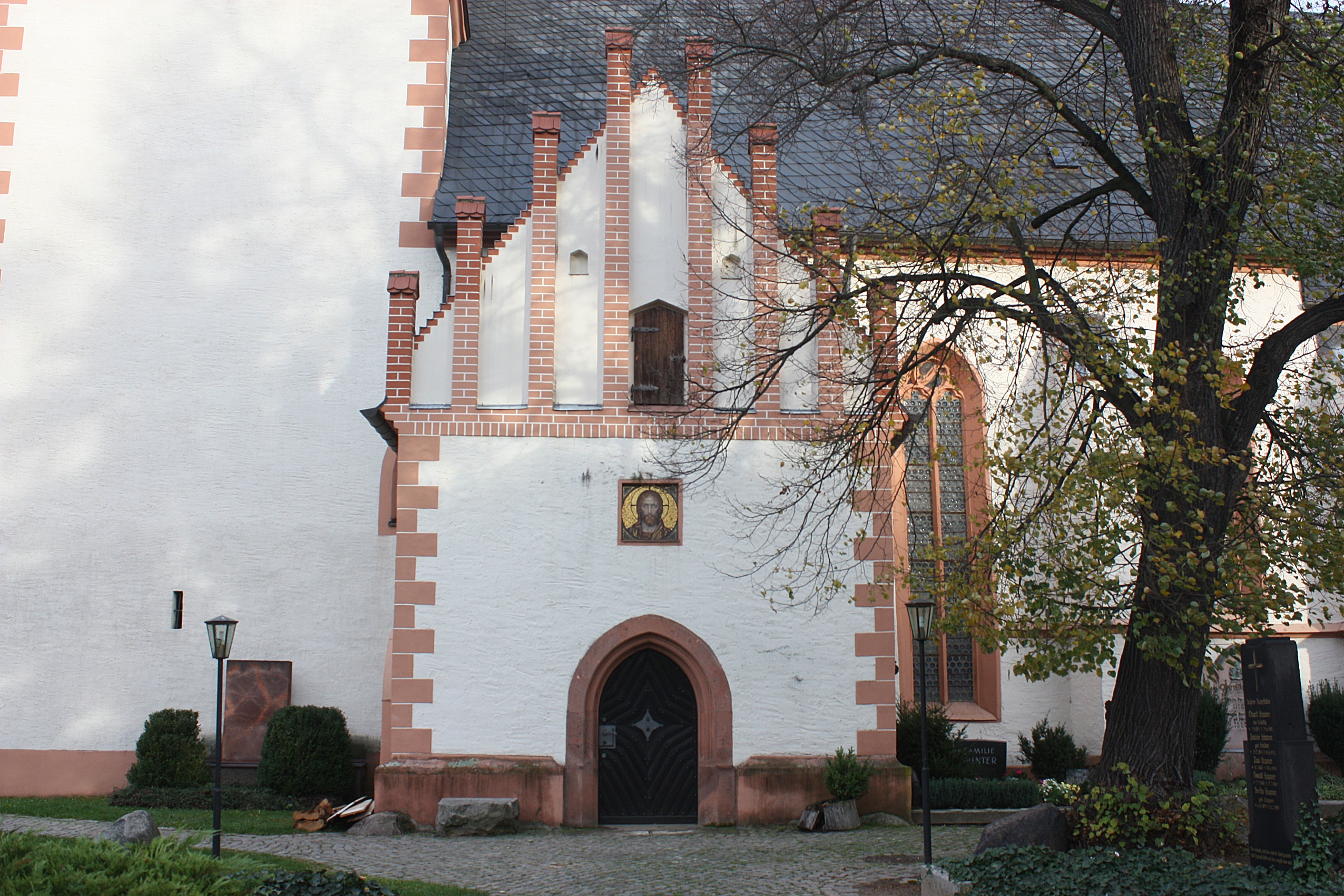
Ingangsportaal met Christus-mozaïek aan deze kerk
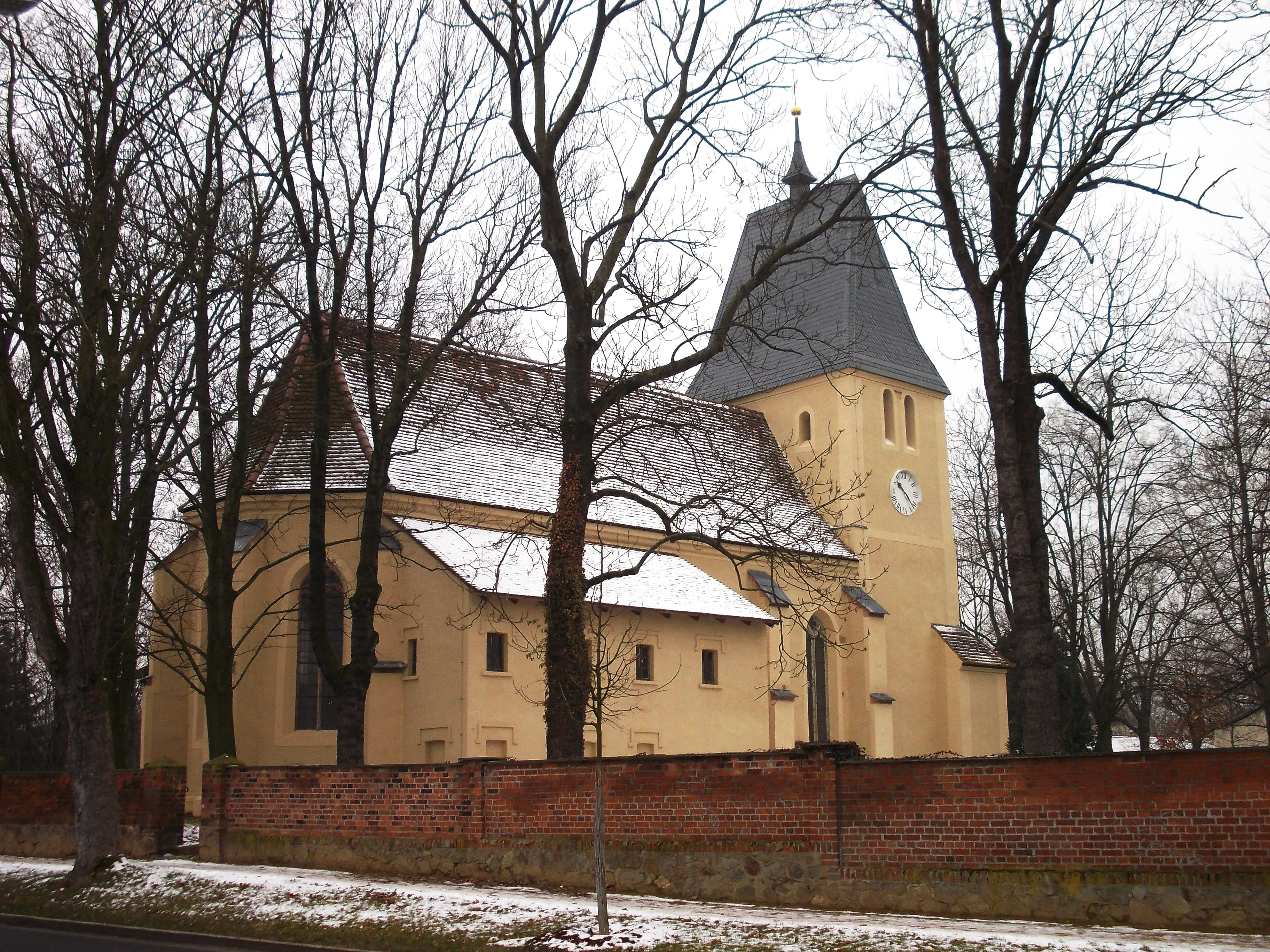
St.-Nicolaaskerk te Zschortau (13e- 16e eeuw)
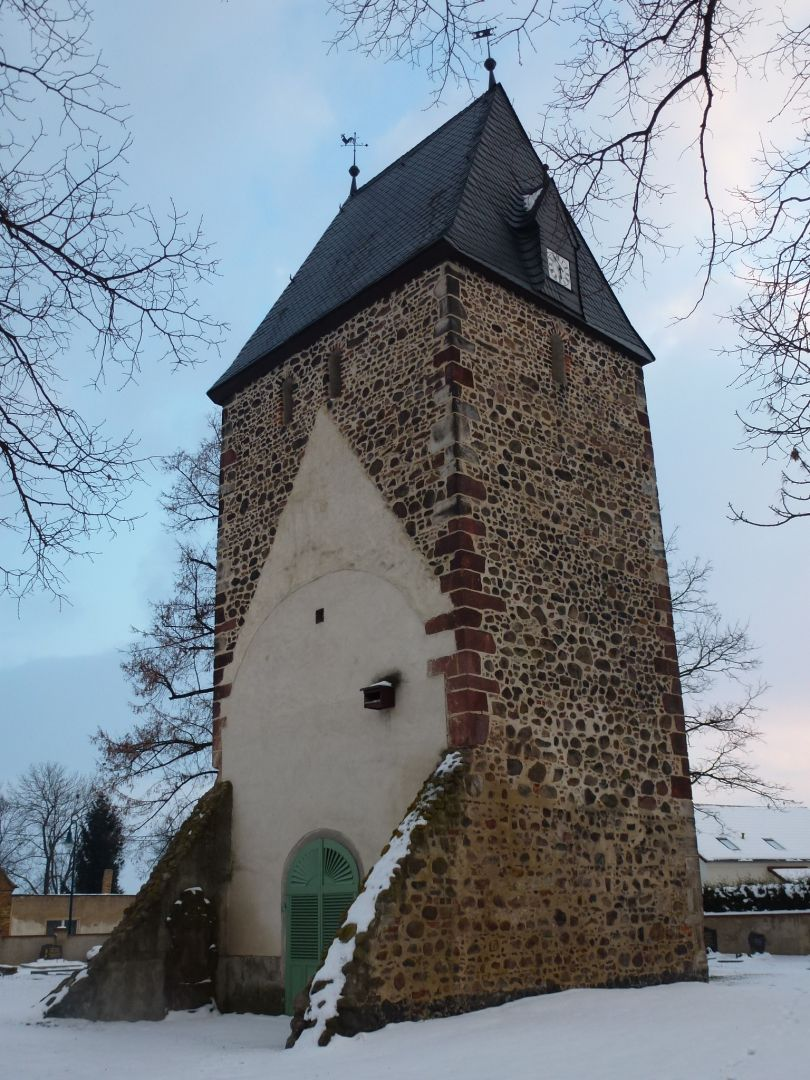
Voormalige kerktoren te Kreuma
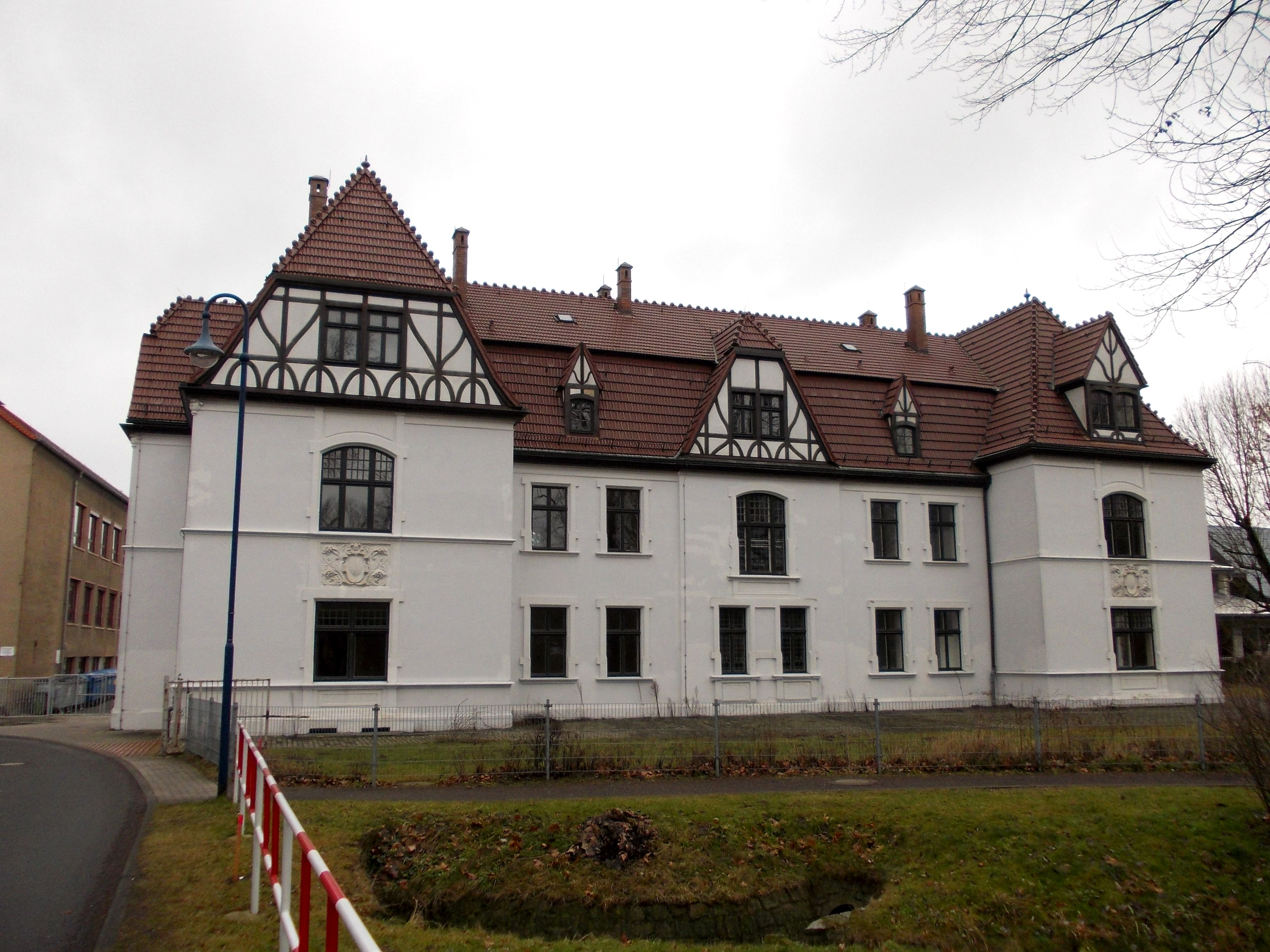
Landhuis te Güntheritz

Het belangrijkste kerkgebouw in de gemeente is de bezienswaardige, evangelisch-lutherse kerk te Podelwitz. Het gebouw werd in gotische stijl in de tweede helft van de 13e eeuw opgetrokken, en in 2002 gerestaureerd. Tot het interieur behoort een van fraai houtsnijwerk voorzien altaarstuk uit 1520.
Ook het dorp Zschortau bezit een dergelijke oude kerk, die eveneens evangelisch-luthers is, en een oud altaarstuk bezit. Het in de kerk aanwezige orgel heeft een bijzondere historie. De orgelbouwer, Johann Scheibe, liet het instrument kort na de voltooiing in 1746 beoordelen door niemand minder dan Johann Sebastian Bach. Hij was blijkbaar tevreden; zijn commentaar „tüchtig, fleißig und wohl erbauet“, staat opgetekend in een document, dat zich bevindt in het British Museum te Londen. Het orgel is in de eeuwen daarna diverse malen gerestaureerd, zodanig, dat het huidige instrument in feite slechts, op wat kleinigheden na,  een nauwkeurige kopie van het 18e-eeuwse orgel is.

## Belangrijke personen in relatie tot de gemeente
- Alfred Wilhelm Volkmann (geboren op 1 juli 1801 in Zschortau[11]; overleden op 21 april 1877 in Halle (Saale)), fysioloog en anatoom. 
  - In 1848 schreef zijn zuster, Clara Fechner (1809-1900), het in de 19e eeuw bekende sprookjesboek Die Schwarze Tante.

Arzberg ·
Bad Düben ·
Beilrode ·
Belgern-Schildau ·
Cavertitz ·
Dahlen ·
Delitzsch ·
Doberschütz ·
Dommitzsch ·
Dreiheide ·
Eilenburg ·
Elsnig ·
Jesewitz ·
Krostitz ·
Laußig ·
Liebschützberg ·
Löbnitz ·
Mockrehna ·
Mügeln · 
Naundorf ·
Oschatz ·
Rackwitz ·
Schkeuditz ·
Schönwölkau ·
Taucha ·
Torgau ·
Trossin ·
Wermsdorf ·
Wiedemar ·
Zschepplin
- Gemeinsame Normdatei: 4629590-2
- MusicBrainz: 0d72fa43-69d3-42cc-b344-ed36d97bc47b
- Nationale Bibliotheek van Tsjechië: ge1072896
- Virtual International Authority File: 249402839
- WorldCat: E39PBJfx8CtB7hB3Xxw3RqxdQq